# Epialtoides kingsleyi
Epialtoides kingsleyi is een krabbensoort uit de familie van de Epialtidae. De wetenschappelijke naam van de soort is voor het eerst geldig gepubliceerd in 1923 door Rathbun.